# Borbonès
El Borbonès (en francès Bourbonnais, en occità Borbonés/Barbonés) és una antiga província del regne de França; correspon a l'actual departament de l'Alier i a una part del departament del Cher, repartit en parts gairebé iguals entre Occitània i els països d'oil. Actualment és repartida entre les regions d'Alvèrnia-Roine-Alps (el departament d'Alier) i la de Centre - Vall del Loira (el departament de Cher).
El Borbonès té el seu nom de la ciutat històrica de Borbó i de la dinastia borbònica.
Les capitals històriques del Borbonès van ésser successivament Borbó i Moulins-sur-Allier. Altres ciutats importants són Vichy i Montluçon.

## Orografia
Constitueix una àrea de transició entre el Massís Central i la conca de París, i és drenada pel riu Cher i per l'Alier.

## Llengües
A la part meridional es parla el dialecte occità de la zona del Creixent, que representa la transició entre oc i oil, però amb trets occitans dominants. L'occità es parla especialment al voltant de les ciutats de Montluçon i Vichy.
A la part septentrional es parlen dialectes del francès.

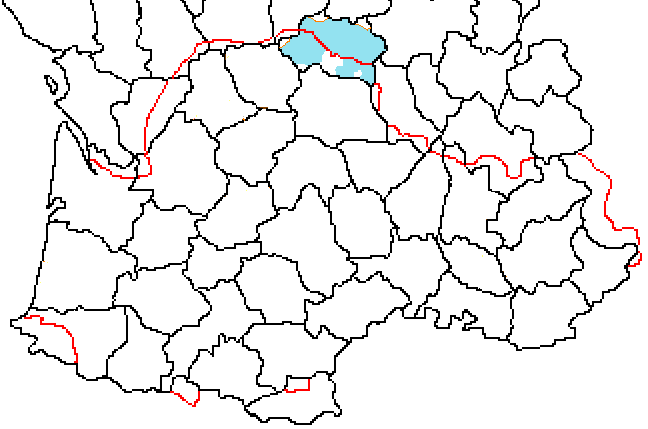
Mapa del Borbonès (en blau) i d'Occitània (en vermell): la part meridional del Borbonès és occitana.

## Economia
El poblament és rural i dispers, i hi predomina la gran propietat. Els sòls són en general pobres, però gràcies als adobs són base d'una agricultura florent: blat i farratge, aliment, aquest últim, de la ramaderia bovina del país. Hi ha també alguns jaciments de carbó, com els de Saint Hilaire i Noyant. Les ciutats, petites, són en general mercats agrícoles, com Moulins.

## Història
A l'època gal·la aquesta regió estigué poblada pels arverns, els hedus i els bitúriges cubs (cubi). Conquerida pels romans (cap al 58 aC), fou posteriorment ocupada pels visigots (477) i pels francs (principi del s. VI).
Al s X aparegué la senyoria de Borbó. Aimar o Ademar (s X) fou el primer dels senyors del Borbonès. El seu net Arquimbald II (?-1034) consolidà la dinastia al poder. El seu descendent Arquimbald IX de Borbó va morir a Xipre durant la Setena Croada el 1249. Aleshores fou adquirit per la casa de Borgonya.
Robert de Clermont, fill de Lluís IX de França, adquirí el Borbonès en casar-se amb Beatriu de Borbó (1278), i llur fill Lluís I fou nomenat duc de Borbó el 1327 per Carles IV de França. A la mort del Conestable de Borbó (1527), el Borbonès fou unit uns quants anys més tard (1531) a la corona francesa.